# Pseudepipona vinciguerrae
Pseudepipona vinciguerrae är en stekelart som först beskrevs av Guiglia.  Pseudepipona vinciguerrae ingår i släktet Pseudepipona och familjen Eumenidae. Inga underarter finns listade i Catalogue of Life.